# Cynoglossus carpenteri
Cynoglossus carpenteri és un peix teleosti de la família dels cinoglòssids i de l'ordre dels pleuronectiformes que viu des del Golf Pèrsic fins a l'Índia.